# Francisco Rojas Aravena
Francisco Rojas Aravena (Santiago de Chile, 1949) es un politólogo e internacionalista latinoamericano. Es Doctor en Ciencias Políticas por la Universidad de Utrecht, y Máster en Ciencias Políticas por la Facultad Latinoamericana de Ciencias Sociales (FLACSO).

## Biografía
El profesor Rojas Aravena es especialista en Relaciones Internacionales, integración regional, el sistema político latinoamericano, teoría y práctica de la negociación internacional, y políticas de seguridad y defensa. Ha sido Secretario General de la Facultad Latinoamericana de Ciencias Sociales (FLACSO) entre 2004 y 2012, y Director de FLACSO – Chile (1996-2004). Profesor en la Escuela de Relaciones Internacionales de la Universidad Nacional de Costa Rica (UNA) (1980-1990), Profesor Fulbright en el Latin American and Caribbean Center (LACC) en la Florida International University, Miami, Estados Unidos. Es miembro de la Junta Directiva de Foreign Affairs en español, México; del Consejo Asesor de la Revista Pensamiento Iberoamericano, España y del Comité Editorial de la Revista Ciencia Política de la Universidad Nacional de Colombia. Ha efectuado trabajos de asesoría y consultoría para diversos organismos internacionales y gobiernos de América Latina y el Caribe.   
Desde 2013, es Rector de la Universidad para la Paz de Naciones Unidas, situada en Costa Rica.Releecto en 2018 y posteriormente en 2022. Ha trabajado en temáticas de integración regional especializada en América Latina, combate al crimen organizado, seguridad humana, sistemas políticos latinoamericanos, negociación, seguridad y defensa internacional. Ha impartido cursos en diferentes universidades de la región latinoamericana y del extranjero en sus especialidades. 
Como Secretario General de FLACSO participó en diferentes Cumbres de Jefas y Jefes de Estado y de Gobierno y de cancilleres del Hemisferio, Iberoamericanas y regionales de América Latina y el Caribe. Por su conocimiento experto ha sido invitado a participar en reuniones intergubernamentales y de sus órganos técnicos, al igual que de Organismos Internacionales del Sistema de Naciones Unidas y de la Organización de Estados Americanos.
Por sus aportes a los procesos de integración y a las relaciones entre los países de América Latina y el Caribe recibió la condecoración “Orden del Mérito José Falcón” de la República del Paraguay en mayo de 2012. El gobierno de la República Dominicana lo condecoró con la “Orden Heráldica de Cristobal Colón” en el Grado de Comendador en junio de 2012. El gobierno de Costa Rica le otorgó la condecoración de la “Orden Nacional Juan Mora Fernández” en el grado de Gran Cruz de Plata en el mes de junio de 2012. En 2024, fue condecorado con la "Orden Soberana de Malta". 

## Obras
Autor o coautor y editor o coeditor de más de 80 libros. Ha contribuido con capítulos en más de 100 libros. Ha publicado 138 artículos en revistas y publicaciones especializadas en América Latina, Asia, Estados Unidos y Europa. Entre sus publicaciones están: América Latina y el Caribe: Relaciones Internacionales en el siglo XXI. Diplomacia de Cumbre y espacios de concertación regional y global. Editorial Teseo, Buenos Aires, Argentina, 2012 (editor); América Latina y el Caribe: Vínculos globales en un contexto multilateral complejo. Editorial Teseo, Buenos Aires, Argentina, 2012 (editor); Iberoamérica: distintas miradas, diferentes caminos para metas compartidas. El bienestar y el desarrollo. Aportes a la XXI Cumbre Iberoamericana. FLACSO Secretaria General, San José, Costa Rica, 2011 (Coordinador). 
Entre sus publicaciones más recientes se encuentran: América Latina atomizada y fragmentada frente a múltiples crisis.  Security matters: Risks for Costa Rica's exceptionalism. Economías criminales: enfoques multidimensionales. Shimon Peres, legado de paz a través de catorce discursos históricos. Global Approaches on State Fragility & Organized Crime. Cambio Climático y Adaptación en el Cantón de Hojancha, Guanacaste.  Cambio Climático y Adaptación en el Cantón de Nandayure, Guanacaste.  Cambio Climático y Adaptación en el Cantón de Santa Cruz, Guanacaste. América Latina: ¿Hay voluntad Política para construir un futuro diferente? Anuario CEIPAZ 2021-2022. Cambio de Época y Coyuntura Crítica en la Sociedad Global.  Militares y política latinoamericanas en el siglo XXI. A Cross-National Analysis. Antropoceno: ¿Sostenibilidad o extinción fin de la modernidad capitalista? El mundo después de la pandemia: Enfrentando la desigualdad y protegiendo el planeta. Anuario CEIPAZ 2020-2021. Superación de la pandemia. Multilateralismo, Derechos Humanos y Diplomacia: Una Perspectiva Global. Introducción a las Relaciones Internacionales: América Latina y la Política Global. The Difficult Task of Peace, Crisis, Fragility and Conflict in an Uncertain World. Riesgos globales y multilateralismo: el impacto de la COVID-19. Anuario 2019-2020. Y Diplomacia de Defensa y Estrategia de Seguridad Nacional.